# Ettore Martini
Ettore Martini (Macerata Feltria, 26 settembre 1869 – Castellina in Chianti, 25 agosto 1940) è stato un generale italiano, particolarmente distintosi durante il corso della guerra italo-turca e della prima guerra mondiale.
Nel corso della Grande Guerra fu a capo dell'impresa del battaglione alpini "Val Chisone" con il quale raggiunse una cengia sul piccolo Lagazuoi da cui sferrare attacchi alle postazioni difensive austriache poste sulla cima. Negli anni seguenti, la cengia verrà denominata cengia Martini in suo onore.

## Biografia
Nacque a Macerata Feltria (PU) il 26 settembre 1869, figlio di Luigi e Maria Baldiserri. Nel luglio 1889 si arruola volontario nel Regio Esercito, assegnato in servizio presso l'11º Reggimento fanteria. Frequenta quindi la Scuola di guerra a Verona, e tra il 1900 e il 1910 assume incarichi particolari e riservati in Trentino dove, per conto dell'esercito italiano, raccoglie informazioni sulle attività degli Austro-ungarici che stavano preparandosi alla guerra contro l'Italia. Nel frattempo, nel 1901, sposa Virginia Purghi con la quale ebbe due figli. Nel 1911, dopo lo scoppio della guerra italo-turca partì volontario per combattere in Libia come capitano del 7º Reggimento alpini, posto al comando della 67ª Compagnia del battaglione alpini "Pieve di Cadore". Partecipò a molte operazioni belliche agli ordini del generale Antonio Cantore che lo propose per la concessione di una Medaglia di bronzo e una d'argento al valor militare per i combattimenti sostenuti rispettivamente a Sid Omar e a El Karruba, che però non vennero accettate.
Al rientro in Patria assume il comando della 64ª Compagnia del battaglione alpini "Feltre", venendo promosso al grado di maggiore. Durante un'esercitazione sul Monte Pavione subisce l'amputazione di un dito del piede congelato.

### La Grande Guerra
All'atto dell'entrata in guerra del Regno d'Italia, avvenuta il 24 maggio 1915, assume il comando del battaglione alpini "Val Chisone" ma essendo in convalescenza riprese servizio solo nell'agosto del 1915. Con il "Val Chisone" divenne l'artefice della conquista della cengia, sul piccolo Lagazuoi, che successivamente porterà il suo nome. Quella postazione avanzata, sul fondo della Val Costeana, risultò una vera spina sul fianco degli Austriaci che la attaccheranno continuamente, utilizzando anche quattro poderose mine che non porteranno alla sua conquista da parte degli attaccanti. Attorno alla "Cengia Martini" la lotta infuriò per tre anni, e solo la ritirata italiana del novembre 1917 a seguito dell'esito negativo della battaglia di Caporetto porto alla conquista austriaca della cengia. Per le azioni sul Piccolo Lagazuoi fu decorato con una Medaglia d'argento, una di bronzo al valor militare, la Croce al merito di guerra e la Croce di Cavaliere dell'Ordine della Corona d'Italia.
Il 28 giugno 1917 aveva lasciato il comando del "Val Chisone "al maggiore Baratono con il quale, nel mese di luglio del 1917, il battaglione si trasferì sul fronte dell'Isonzo dove partecipa alla battaglia della Bainsizza.
Promosso al grado di tenente colonnello assunse la direzione di vari Comandi Tappa e mantenne tali incarichi fino alla fine del conflitto.
Il 31 luglio 1919 si congedò andando ad abitare a Siena dove divenne presidente della locale Associazione Reduci d'Africa e più tardi fu uno tra i fondatori del locale Fascio di Combattimento. Nel 1932 è promosso al grado di generale di brigata nella riserva, e divenne socio corrispondente dell’Accademia senese per le arti e per le lettere. Nominato Grande ufficiale dell'Ordine della Corona d'Italia, con le sue memorie sulla Grande Guerra, acquistò fama anche come scrittore. Come storico elaborò alcuni testi sulla penetrazione romana in Alto Adige e sulle campagne di Annibale Barca. Si spense a Castellina in Chianti, vicino a Siena, dopo una lunga malattia il 25 agosto del 1940, e la sua salma riposa nel locale cimitero.

## Opere
- Diario di guerra, Torino, 1928.

### Annotazioni
1. ↑  La signora Virginia muore a soli 31 anni nel corso del 1907, la loro primogenita era già morta all'età di un anno ed il secondo figlio, Luigi, verrà a mancare nel 1936 a soli 32 anni d'età.

### Fonti
1. 1 2 3 4 5 6 7 8 9 10  Fronte Dolomitico.
2. 1 2 3 4 5 6  SIUSA.
3. 1 2  Zaffonato 2017, p. 121.